# Grachan Moncur III
Grachan Moncur III. (* 3. Juni 1937 in New York City, New York; † 3. Juni 2022 in Newark, New Jersey) war ein US-amerikanischer Jazzposaunist.

## Leben und Wirken
Moncur wuchs in Newark in einer musikalischen Familie auf: Sein Vater Grachan Moncur II war ebenfalls Jazzmusiker. Grachan III. studierte an der Manhattan School of Music und an der Juilliard School Musik. Während seines Studiums arbeitete er in der Jazzabteilung des Plattenlabels ABC-Paramount. Zwischen 1961 und 1963 war er Mitglied der Band von Ray Charles und nahm mit Art Farmer und Benny Golson auf. Anschließend ließ er sich in New York nieder, um mit Jackie McLean, Herbie Hancock und Sonny Rollins sowie mit eigener Band (u. a. mit Bobby Hutcherson und Tony Williams) freien Jazz zu spielen, der deutlich an seinem Vorbild J. J. Johnson orientiert war. Mit letzteren beiden sowie Jackie McLean und Lee Morgan spielte er am 21. November 1963 für Blue Note Records Evolution als erstes Album unter eigenem Namen ein. Kurz zuvor war er an McLeans Album Destination… Out! maßgeblich beteiligt. Ein zweites Album, Some Other Stuff, folgte 1964.
Anschließend, von 1967 bis 1969, war Moncur Mitglied der Gruppen von Archie Shepp, mit dem er u. a. das Album The Way Ahead aufnahm und als Komponist arbeitete, spielte aber auch in der 360 Degree Music Experience des Schlagzeugers Beaver Harris, mit Marion Brown (Three for Shepp), Clifford Thornton (Ketchaoua, 1969) und mit Dave Burrell. Mit dem Jazz Composer’s Orchestra nahm er 1974 die Platte Echos of Prayer auf. Anschließend arbeitete er in Newark als Lehrer und spielte dort mit dem Organisten John Patton. Weitere Aufnahmen entstanden mit Frank Lowe, mit Butch Morris, Khan Jamal, Sunny Murray, William Parker (Universal Tonality) und mit Cassandra Wilson. 1986 war er mit der Paris Reunion Band auf Europatournee. 2004 veröffentlichte er sein Album Exploration mit einem Oktett, zu dem Tim Hagans und Gary Bartz gehörten. Im Bereich des Jazz war er laut Tom Lord zwischen 1961 und 2007 an 63 Aufnahmesessions beteiligt.
Grachan Moncur III starb am 3. Juni 2022, seinem 85. Geburtstag, an Herzstillstand.

## Diskographische Hinweise
- Evolution (Blue Note, 1963)
- Some Other Stuff (Blue Note, 1964)
- New Africa (BYG Actuel, 1969)
- Aco Dei de Madrugada (One Morning I Waked Up Very Early) (BYG Actuel, 1969)
- Echoes of Prayer (JCOA, 1974, mit Hannibal Marvin Peterson, Stafford Osborne, Janice Robinson, Jack Jeffers, Pat Patrick, Perry Robinson, Carlos Ward, Leroy Jenkins, Ngonia, Carla Bley, Mark Elf, Cecil McBee, Charlie Haden, Beaver Harris + The Tawana Dance Ensemble : Titos Sompa, Coster Massamba, Malonga Quasquellourd, Jakuba Abiona, Frederick Simpson, Jeanne Lee, Mervine Grady, Keith Marks, Toni Marcus)
- Shadows (Denon, 1977)
- Exploration (Capri, 2004)
- Inner Cry Blues (Lunar Module, 2007)